# Malatestův chrám
Malatestův chrám, též Malatestův templ, Katedrála svaté Kolumby nebo Dóm v Rimini (italsky Tempio malatestiano, Basilica Cattedrale di Rimini, Duomo di Rimini) je katedrála italského města Rimini. Původně šlo o františkánský kostel zasvěcený svatému Františku. Obvykle však nese jméno Sigismonda Malatesty, který kolem roku 1450 pověřil slavného teoretika umění a architekta Leona Battistu Albertiho, aby postavil novou budovu, kterou vyzdobili další renesanční umělci jako Agostino di Duccio a Piero della Francesca.

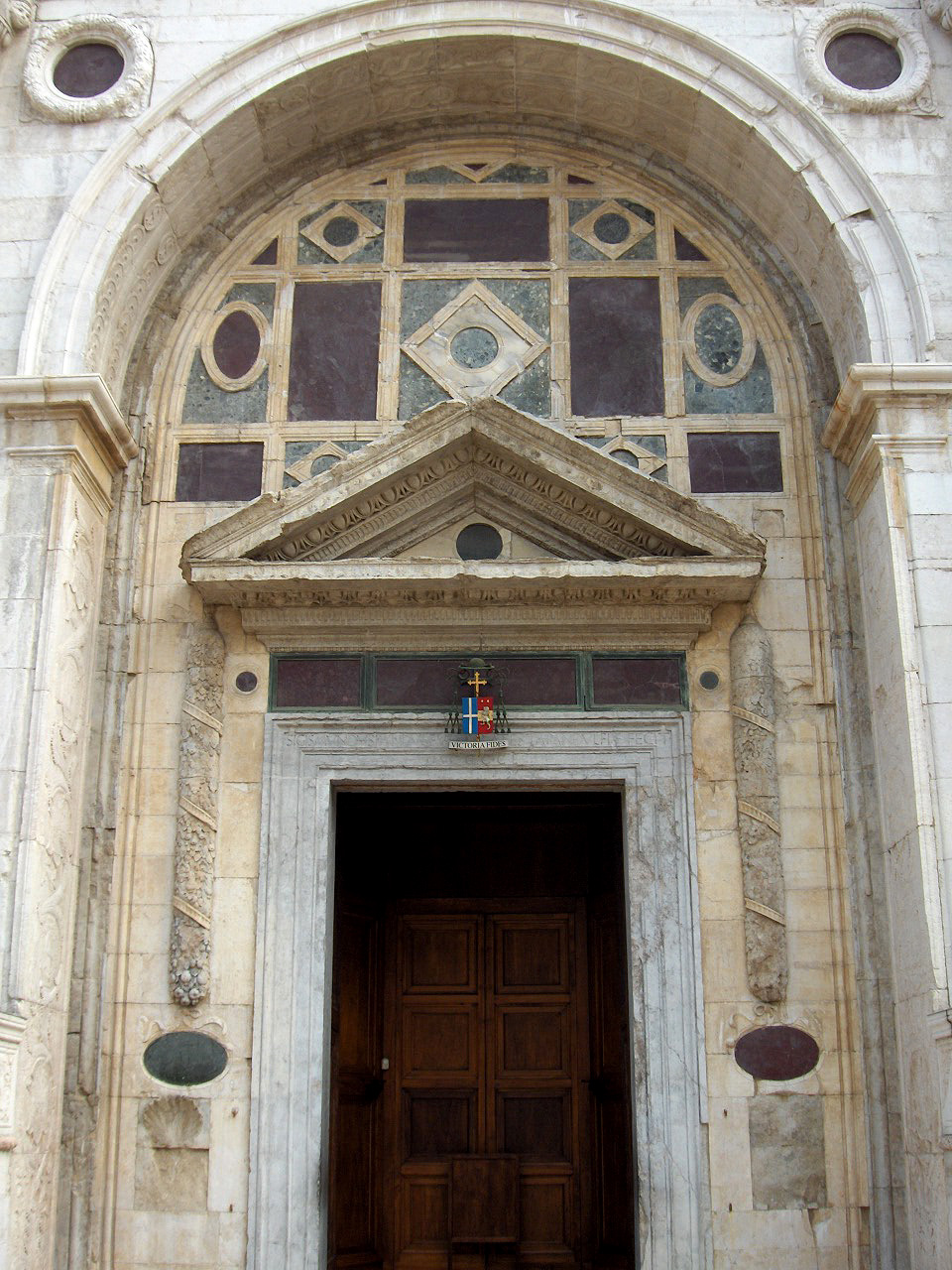
Portál (Leon Battista Alberti)

San Francesco byl původně postaven ve 13. století jako gotický kostel pro františkánský řád. Měl čtvercový půdorys bez bočních kaplí, byl jednolodní a měl tři apsidy, prostřední pravděpodobně vyzdobenou freskami od Giotta, jemuž se připisuje krucifix, který je nyní ve druhé kapli vpravo.
Malatesta pověřil Albertiho, aby budovu přestavěl a použil ji k vybudování jakéhosi osobního mauzolea pro něj a jeho milenku a později třetí manželku Isottu degli Atti. Alberti plánoval kupoli podobnou Pantheonu v Římě a největší svého druhu v Itálii, která však nebyla nikdy postavena. Horní část fasády zůstala nedokončená. Sarkofágy Sigismonda Malatesty a Isotty měly být umístěny ve dvou slepých arkádách vedle vchodu, ale nyní jsou uvnitř. V dalším sarkofágu jsou ostatky filosofa Georgia Gemista Plethona.
Mramor pro stavbu kostela pochází z římských ruin v Sant'Apollinare v Classe poblíž Ravenny a ve Fanu.
V roce 1809 po zrušení františkánského kláštera se chrám stal městskou katedrálou a byl zasvěcen svaté Kolumbě. Během druhé světové války byl těžce poškozen, později restaurován. Roku 2002 obdržel titul Basilica minor od papeže Jana Pavla II.

Ty pak, Rimini, nikoliv nejsi poslední mezi městy italskými. I když to ostatní nestojí za mnoho, je v tobě Malatestův templ od Leona Battisty Albertiho; nedokončená fasáda a vnitřek od půlky barokně zfušovaný, ale to, co tu zbývá z Albertiho, stojí za to: a smiřuje mne to s renesancí, která mne tolik studila v Benátkách. Historie nazývá Albertiho „teoretikem rané renesance“; avšak umíte-li číst ve stopách a památkách lidské ruky, tož dočtete se na Malatestově templu tak ohromného napětí vůle, tak dokonalé a spanilé slohové přísnosti i čistoty v každém plastickém detailu, že jste bídní nevěrci v umění, nedáte-li přednost tomuto skvostnému vraku před nejlepším Sansovinem a těmi jinými pány od splendidní renesance.
Sloh, především ryzost slohu!, a kliďte se s malebností i kyprostí, děláte-li architekturu. Sloh! toť vše, toť více než člověk; neboť slohem míří člověk rovnou k absolutnosti.

Karel Čapek, Italské listy, kapitola Ravenna, San Marino, Wikisource